# Centrolene camposi
Centrolene camposi — вид жаб родини скляних жаб (Centrolenidae). Описаний у 2023 році.

## Етимологія
Видова назва цього нового таксону є епонімом на честь Феліпе Кампос-Янеса, видатного еквадорського зоолога, вільнодумця та пристрасного захисника природи. Його біологічні колекції зберігаються в головних музеях країни, і протягом 30 років професійної кар'єри він залишив значний внесок у збереження біорізноманіття.

## Поширення
Ендемік Еквадору. Відомий лише у типовому місцезнаходженні — Ла-Енрамада, провінція Асуай, південний захід країни. Його знайшли в невеликому струмку в гірських вічнозелених лісах на висоті 2900 м.

## Опис
Вид вирізняється з-поміж усіх інших представників роду Centrolene наступним поєднанням ознак: відсутній зубний відросток вомера; скошена морда в боковій проєкції; товста біла губна смуга та слабка біла лінія між губою та передньою четвертиною тіла; плечовий відділ хребта у дорослих чоловіків; парієтальна очеревина вкрита іридофорами, вісцеральна очеревина напівпрозора (крім перикарда); ліктьовий і тарзальний орнамент; шкіра спини шагренева з розсіяними бородавками; рівномірна зелена спинка зі світло-жовто-зеленими бородавками; зелені кінцівки.